# Roy Sullivan
Roy Cleveland Sullivan (ur. 7 lutego 1912 w hrabstwie Greene, zm. 28 września 1983 w hrabstwie Augusta) – amerykański strażnik parku narodowego Shenandoah, w stanie Wirginia. W trakcie wieloletniej pracy na terenie parku został siedmiokrotnie porażony przez wyładowania atmosferyczne, co powszechnie uważane jest za rekord liczby porażeń przeżytych przez jednego człowieka i jako takie zostało odnotowane w księdze rekordów Guinnessa. W galeriach Guinnessa w Nowym Jorku oraz w Karolinie Południowej można zobaczyć należące do niego kapelusze, które zostały uszkodzone w wyniku wyładowań.

## Życiorys

### Wczesne życie
Urodził się i dorastał na terenie północnej Wirginii. W dzieciństwie pomagał ojcu w pracach polowych. W trakcie jednych ze żniw piorun miał rzekomo uderzyć w kosę trzymaną przez Sullivana, choć on sam nie odniósł w tym zdarzeniu żadnych obrażeń. Z powodu braku dowodów tego incydentu innych niż zeznanie samego Sullivana, nie został on uwzględniony przy ustalaniu rekordu. W 1936 roku rozpoczął pracę jako strażnik w nowo utworzonym Parku Narodowym Shenandoah.

### Siedem porażeń
Do pierwszego potwierdzonego porażenia doszło w kwietniu 1942 roku. Sullivan próbował ukryć się przez burzą w nieoddanej jeszcze do użytku wieży obserwacyjnej. Wieża nie była jeszcze wyposażona w piorunochron i wyniku wyładowania atmosferycznego zajęła się ogniem. Sullivan, który pospiesznie opuścił wieżę, został porażony przez kolejne wyładowanie kilkadziesiąt metrów dalej. W wyniku tego epizodu odniósł niewielkie obrażenia, m.in. stracił paznokieć na palcu u nogi.
Następne porażenie miało miejsce w lipcu 1969 roku. Sullivan poruszał się wtedy ciężarówką po górskiej drodze na terenie parku. Zwykle w takich przypadkach metalowe nadwozie pojazdu chroni pasażerów, zachowując się jak klatka Faradaya. Sullivan został jednak porażony przez otwarte okno pozostawione w samochodzie. W wyniku zdarzenia doznał lekkich obrażeń twarzy, a także stracił przytomność. Ciężarówka, która była w ruchu, zatrzymała się na skraju urwiska.
Do kolejnego incydentu doszło rok później, gdy Sullivan przebywał na tyłach swojego domu. Piorun uderzył w transformator energetyczny, po czym odbił się w kierunku lewego barku mężczyzny. W wyniku tego porażenia Sullivan doznał poparzeń ramienia. Dość szybko powrócił do zdrowia i obowiązków zawodowych.
W 1972 roku Sullivan został porażony po raz kolejny, gdy przebywał w pracy. W wyniku uderzenia zapaliły się jego włosy, które próbował ugasić przy użyciu kaptura, a później także namoczonego ręcznika. Po tym wydarzeniu nabrał przekonania, że prześladuje go swego rodzaju fatum. Zaczął panicznie bać się burz, których na wszelkie sposoby unikał. Ponadto wszędzie zabierał ze sobą wiadro wody w charakterze środka gaśniczego.
Mimo środków ostrożności 7 sierpnia 1973 roku Sullivan został porażony po raz kolejny. Do incydentu doszło w trakcie patrolu. Gdy zauważył formującą się burzę, próbował oddalić się przy pomocy samochodu. Gdy to się nie udało, zjechał na pobocze i przeczekał nawałnicę. Gdy wydawało mu się, że pogoda się polepsza, opuścił kabinę ciężarówki, po czym został niespodziewanie porażony w lewą część tułowia.
Do szóstego porażenia doszło 5 czerwca 1976 roku. Uderzenie poważnie zraniło go w stopę oraz staw skokowy. 
Ostatnie porażenie nastąpiło w sobotni poranek 25 czerwca 1977 roku. W wyniku zajścia Sullivan doznał oparzeń brzucha i klatki piersiowej.
Wszystkie siedem porażeń zostało udokumentowane przez Taylora Hoskinsa, dozorcę parku narodowego Shenandoah. Hoskins nigdy jednak nie był naocznym świadkiem żadnego z nich, a oficjalne opisy opierają się jedynie na zeznaniach samego Sullivana. Lekarze, którzy po każdym incydencie badali strażnika, potwierdzili doniesienia.

### Śmierć
Sullivan zmarł rankiem 28 września 1983 roku w wieku 71 lat. Przyczyną zgonu była rana postrzałowa brzucha, według oficjalnego raportu policji będąca wynikiem samobójstwa.

## Statystyki

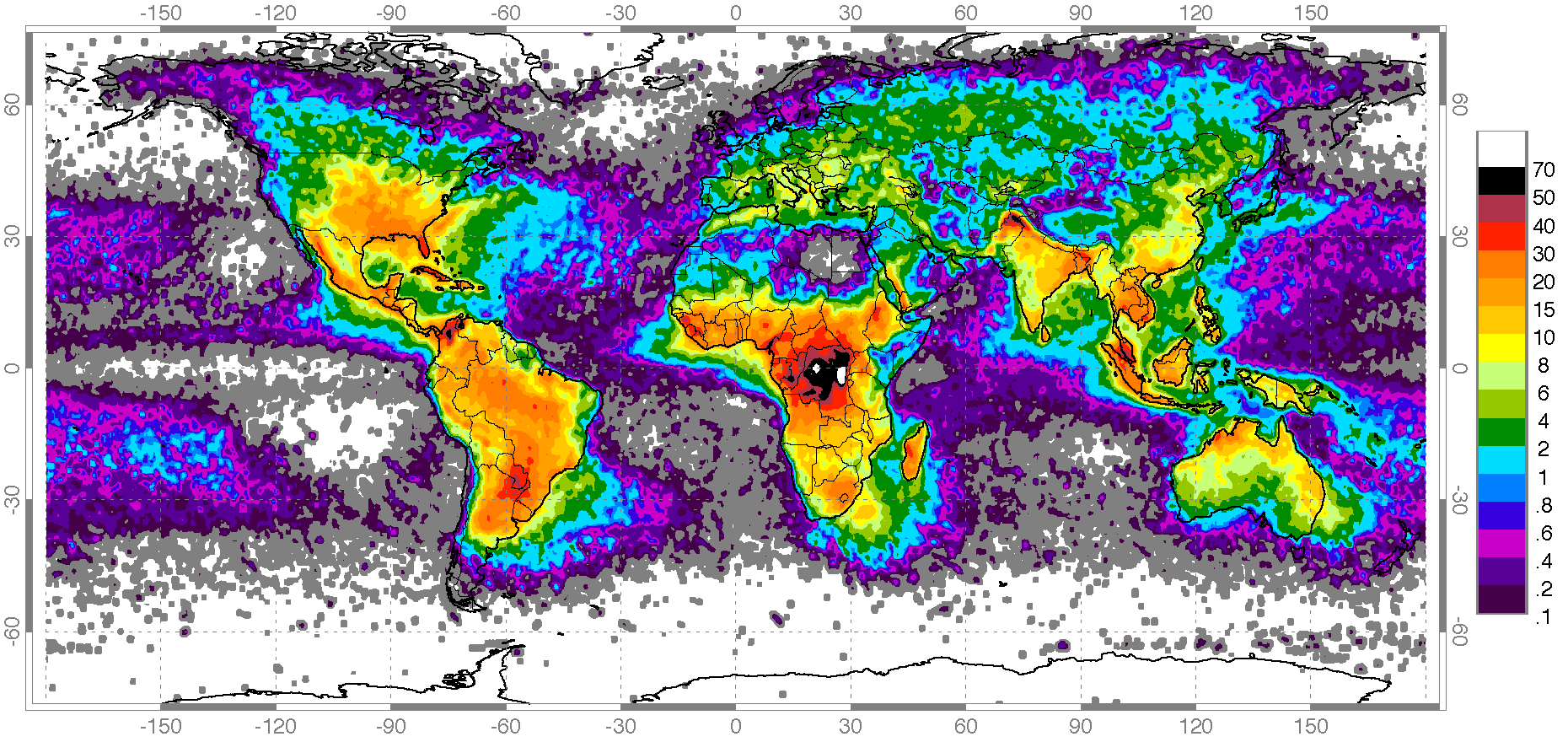
Częstotliwość błyskawic w ciągu roku na km²

Szanse na porażenie człowieka przez wyładowanie atmosferyczne są szacowane na około 1:10 000. Szanse siedmiokrotnego porażenia w wyniku niezależnych zdarzeń są oczywiście o wiele mniejsze. W przypadku Sullivana eksperci zwracają jednak uwagę, że z racji wykonywanego zawodu był on narażony na tego typu wypadki wielokrotnie bardziej niż przeciętny człowiek. W Wirginii występuje od 35 do 45 dni burzowych rocznie, z czego większość przypada na miesiące wakacyjne. W latach 1959–2000 w wyniku porażenia piorunem w Wirginii zginęło 58 osób, a rannych zostało co najmniej 238 osób. W tym samym czasie na terenie całych Stanów Zjednoczonych w wyniku porażenia zginęło 3239 osób, a 13 057 zostało rannych. Większość poszkodowanych stanowili mężczyźni w wieku od 20 do 40 lat.